# Пётр Первый (фильм)
«Пётр Первый» — советский двухсерийный историко-биографический фильм, поставленный режиссёром Владимиром Петровым на киностудии «Ленфильм». Посвящён жизни и деятельности русского императора Петра I.
Съёмки первой серии фильма были закончены в 1937 году, второй — в 1938 году.

## Сюжет
Исторический фильм о жизни и государственной деятельности преобразователя России XVIII века царя Петра I, начиная от Нарвской битвы 1700 года и заканчивая принятием Петром Великим титула императора в 1721 году.
Сам кинофильм начинается в 1700 году с момента приезда царя Петра и его правой руки А. Д. Меншикова в Новгород Великий после Нарвского сражения. Там в Новгороде царь отчитывает своего старшего сына Алексея из — за того, что он не укрепил город, и после встречи с монахами позднее признаётся Александру Меншикову в том, что «Нарвская конфузия» преподала ему важный жизненный урок. Сам Меншиков в ходе поездки в вотчину боярина Р. Б. Буйносова намекает холопу Федьке про перспективы службы в царской армии. Царевич Алексей Петрович вынужден следить за исполнением царского приказа касаемо снятия с церквей колоколов, который простой народ в штыки принял. Царь Пётр создаёт новую армию и сам руководит осадой крепости Мариенбург, которая завершается удачным штурмом. В плен к русским попадает воспитанница пастора Глюка и жена шведского драгуна Катерина, которую Меншиков делает своей возлюбленной. Пётр Первый закладывает город Санкт-Петербург и на ассамблее во дворце у Меншикова встречается с Катериной, которая впоследствии становится царской фавориткой, а затем и женой. Не понимающий реформ своего властного отца и узнавший про рождение у Екатерины от царя Петра ребёнка царевич Алексей бежит вместе с фавориткой, крепостной девушкой Евфросиньей, в Европу. Тем временем уральский заводчик Никита Демидов приобретает у Меншикова группу крестьян, в том числе и Федьку, который успел принять участие в штурме Мариенбурга в качестве драгуна, но попал на строительство Петербурга из-за ссоры с фельдмаршалом Б. П. Шереметевым.
Наступает 1709 год. На Украине происходит генеральное сражение у Полтавы между русскими и шведами. Царь Пётр наносит поражение королю Швеции Карлу XII и последний затем отвергает предложение гетмана Украины Ивана Мазепы касаемо покушения на жизнь самого Петра. В Берлине король Пруссии Фридрих-Вильгельм I даёт аудиенцию русскому царю, свидетелем чего является сам философ Лейбниц. Тем временем на Урале по приказу Никиты Демидова во время инспекционного визита генерал-прокурора Павла Ягужинского на заводы топят в подвалах Невьянской башни крестьян, однако Федьке удаётся выжить и при этом бежать на Дон. Царь Пётр во время встречи с царедворцами отчитывает светлейшего князя Меншикова из-за того, что он берёт взятки, а затем граф Пётр Толстой рассказывает ему про местонахождение царевича Алексея. В Петербург приезжает австрийский посол, причём царь Пётр инкогнито выступает в качестве лоцмана с целью — провести судно с дипломатом на борту в гавань новой столицы России. Петру Толстому удаётся не без помощи Евфросиньи привезти царевича Алексея в Россию, однако сам царевич совершает ошибку, когда подписывает указы с призывом касаемо свержения царя Петра. На Дону посланный в Таганрог в качестве воеводы боярин Роман Буйносов сталкивается с Федькой, который успел стать местным казацким атаманом. Царевич Алексей попадает в застенки Тайной канцелярии и после с молчаливого согласия царя Петра сенаторы выносят ему смертный приговор. В Балтийском море, несмотря на присутствие союзной английской эскадры, шведы терпят поражение от русских в сражении при Гренгаме.
Фильм завершается торжествами по случая завершения Великой Северной войны, во время которых Петр Великий объявляет о том, что члены Сената присвоили ему титул императора.

## В ролях
- Николай Симонов — Пётр I Великий
- Николай Черкасов — царевич Алексей Петрович
- Алла Тарасова — Екатерина I
- Михаил Жаров — светлейший князь А. Д. Меншиков
- Михаил Тарханов — генерал-фельдмаршал Б. П. Шереметев
- Константин Гибшман — князь Роман Борисович Буйносов
- Виктор Добровольский — бывший крестьянин князя Буйносова Федька; генерал-прокурор П. И. Ягужинский
- Н. Рошефор — владелец Невьянского завода на Урале Никита Демидов
- Фёдор Богданов — купец Иван Бровкин
- Николай Литвинов — П. П. Шафиров
- Ирина Зарубина — фаворитка царевича Алексея Ефросинья
- Георгий Орлов —  кузнец Жемов
- Александр Лариков — старый солдат
- Пётр Кузнецов — боярин Вяземский
- Анатолий Ржанов — князь Долгорукий
- Нина Латонина — Ольга Буйносова (роль ошибочно приписана М. Сафроновой; в титрах не указана)
- М. Сафронова — Антонида Буйносова
- Владимир Гардин — граф П. А. Толстой
- Эдгар Гаррик — Карл XII, король шведский
- Алексей Ватуля — гетман Украины Мазепа
- Владимир Ершов — австрийский посол
- Н. Корсакпаев — Абдурахман (озвучивает Михаил Глузский)
- Евгений Агеев — эпизод (в титрах не указан)
- Давид Гутман — сэр Оборн, командующий британской эскадрой (в титрах не указан)
- Николай Мичурин — кабинет-секретарь Макаров (в титрах не указан)
- Иван Новосельцев — гонец (в титрах не указан)
- Георгий Куровский — Евреинов (в титрах не указан)

## Съёмочная группа
- Сценарий:
  - Первой серии — Алексея Толстого, Владимира Петрова
  - Второй серии — Алексея Толстого, Владимира Петрова, Николая Лещенко
- Постановка — Владимира Петрова
- Операторы:
  - Первой серии — Вячеслав Горданов, Владимир Яковлев
  - Второй серии — Владимир Яковлев
- Композитор — Владимир Щербачёв
- Звукооператоры:
  - Первой серии — Захар Залкинд
  - Второй серии — Захар Залкинд, Юрий Курзнер  (в титрах не указан)
- Художники:
  - Первой серии — Николай Суворов
  - Второй серии — Николай Суворов, Владимир Калягин  (в титрах не указан)
- Гримы — Антон Анджан
- Монтаж — Нина Керстенс
- Директор картины — Борис Сократилин (первая серия)
- Директор картины — А. Горский (вторая серия)
- Художественный руководитель — Адриан Пиотровский

## Производство
Ещё до съемок вокруг сценария фильма завязались споры. В статье «„Пётр I“ в кино» (1937) Алексей Толстой писал: «Множество… штатных теоретиков от кино обрушили на нас самые разноречивые требования. Вихляющийся, истеричный Петр, которого нам навязывали, никак не совпадал с нашими замыслами… Мы далеки от мысли возродить тривиальный хрестоматийный образ «венценосного плотника», но мы не хотим в нашей картине умалять значение личности человека, возвысившегося над своей эпохой…» Спорам положило конец личное вмешательство Сталина, который одобрил концепцию фильма. Поначалу предполагалось снять не две, а три серии фильма и привлечь иностранных актёров. Затем от этих планов отказались.

## Восстановление
Фильм был восстановлен на киностудии «Мосфильм» в 1965 году.
- Режиссёр восстановления — Тамара Лисициан
- Звукооператор — Н. Тимарцев

## Исторические несоответствия в фильме
- В фильме Пётр I критикует сына Алексея за безответственное управление Новгородом и некачественную подготовку города к обороне от шведов в свете поражения русских войск под Нарвой и наступления шведских войск на Новгород. Однако по состоянию на 1700 г. царевичу Алексею Петровичу было лишь 10 лет, и не к каким военным и государственным делам Пётр I его тогда не привлекал.
- В фильме по состоянию на 1700 г. Алексей Петрович выглядит взрослым и больше похож на младшего брата Петра I, чем на его сына, в то время как на самом деле ему тогда было лишь 10 лет.
- В начале фильма Павел Ягужинский говорит о наступлении шведов на Новгород. Однако после поражения русских войск под Нарвой в ноябре 1700 г. шведы не предпринимали наступления на Новгород, а активные боевые действия между русскими и шведами возобновились уже в 1701 г. Более того, за всю Северную войну шведы не организовывали наступление на Новгород ни разу.
- В фильме Пётр I в первые годы Северной войны велит боярам сбрить бороды и носить парики и немецкие костюмы. Также он организовывает ассамблеи. Однако в реальности Пётр I порвал с ношением боярами бород и традиционных русских костюмов ещё до начала Северной войны, в конце 1690-х гг.. Ассамблеи, в свою очередь, появились лишь в 1718 г., уже в последние годы Северной войны.
- Пётр Петрович, первый сын Петра I от брака с Екатериной Алексеевной, родился в 1715 г., спустя 6 лет после Полтавской битвы. В фильме же он рождается до Полтавской битвы.
- В фильме русские войска используют в ходе Полтавской битвы синюю военную форму, в то время как шведские — белую. Однако в реальности в русской армии тогда была зелёно-красная военная форма, а в шведской — сине-жёлтая.
- В фильме Карл XII сбегает в Османскую империю, в то время как Иван Мазепа его от этого отговаривает. В реальности после поражения шведских войск под Полтавой в Османскую империю бежали и Карл XII, и Мазепа. Карл XII вернулся в Швецию в 1713 г., в то время как Мазепа умер в 1709 г. в Бендерах на территории Османской империи.

## Выходные данные
- Производство: киностудия «Ленфильм».
- Продолжительность двух серий: 194 мин.
- Цвет: чёрно-белый.
- Звук: моно.
- Язык: русский.
- Киноплёнка: 35 мм.

## Интересные факты
В 1965 году фильм был «восстановлен». По-видимому, тогда была сильно сокращена вторая серия, — несколько сцен было вообще вырезано (сцена бегства работных людей на Дон, подписание царевичем Алексеем Петровичем манифеста, посещение царевичем, Ефросиньей и Буйносовым нищей крестьянской избы во владениях Меншикова; пребывание Петра, Екатерины и Меншикова с русскими войсками в Германии; второе обращение Петра к войскам во время Полтавской битвы с призывом: «Товарищи!»; разговор Петра I с «самым старым человеком» на празднике в честь Ништадтского мира и др.) Первая серия была сокращена незначительно (в частности, отсутствует сцена целования придворными руки Екатерине Алексеевне и сильно сокращена сцена наводнения). Кроме того, большое количество сцен в обеих сериях было переозвучено, текстовые вставки частично убраны, частично заменены закадровым текстом, титры полностью перемонтированы. В настоящее время в сети можно скачать обе версии фильма — подлинную 1937—1938 гг. и «восстановленную».

## Награды
- Приз на выставке в Париже (1937).
- Сталинская премия (1941) I степени — Михаил Жаров, Владимир Петров, Николай Симонов.